# Maja Larsson
Maja Larsson, född 24 augusti 1989, är en svensk journalist och författare. 2022 nominerades hon till Augustpriset i kategorin fackböcker för debuten Kläda blodig skjorta.

## Biografi
Larsson är skribent och redaktör och skriver framför allt om vård, samhällsbyggnad och ekonomi. Hon har skrivit för bland andra Göteborgs-Posten, Filter, Offside, Vi, Dagens Nyheter och Göteborgs Stadsmuseum. 
2022 författardebuterade hon med Kläda blodig skjorta som också Augustnominerades. Boken skildrar hur det har varit att vänta och föda barn i Sverige under 1800-talet och fram till idag. 2023 tilldelades hon Axel Hirschs pris. 2025 utkom hennes andra bok, Föräldrarnas födelse, som handlar om det moderna föräldraskapets framväxt.
Larsson är uppvuxen och bosatt i Göteborg och har två barn.